# نيوز تودي (صحيفة)
نيوز تودي هي صحيفة يومية تصدر باللغة الإنجليزية في دكا، بنغلاديش. يرأس تحريرها رياض أودين وتنشرها نيوسكورب بوبليكيشنز ليمتد.